# Lord Elphinstone

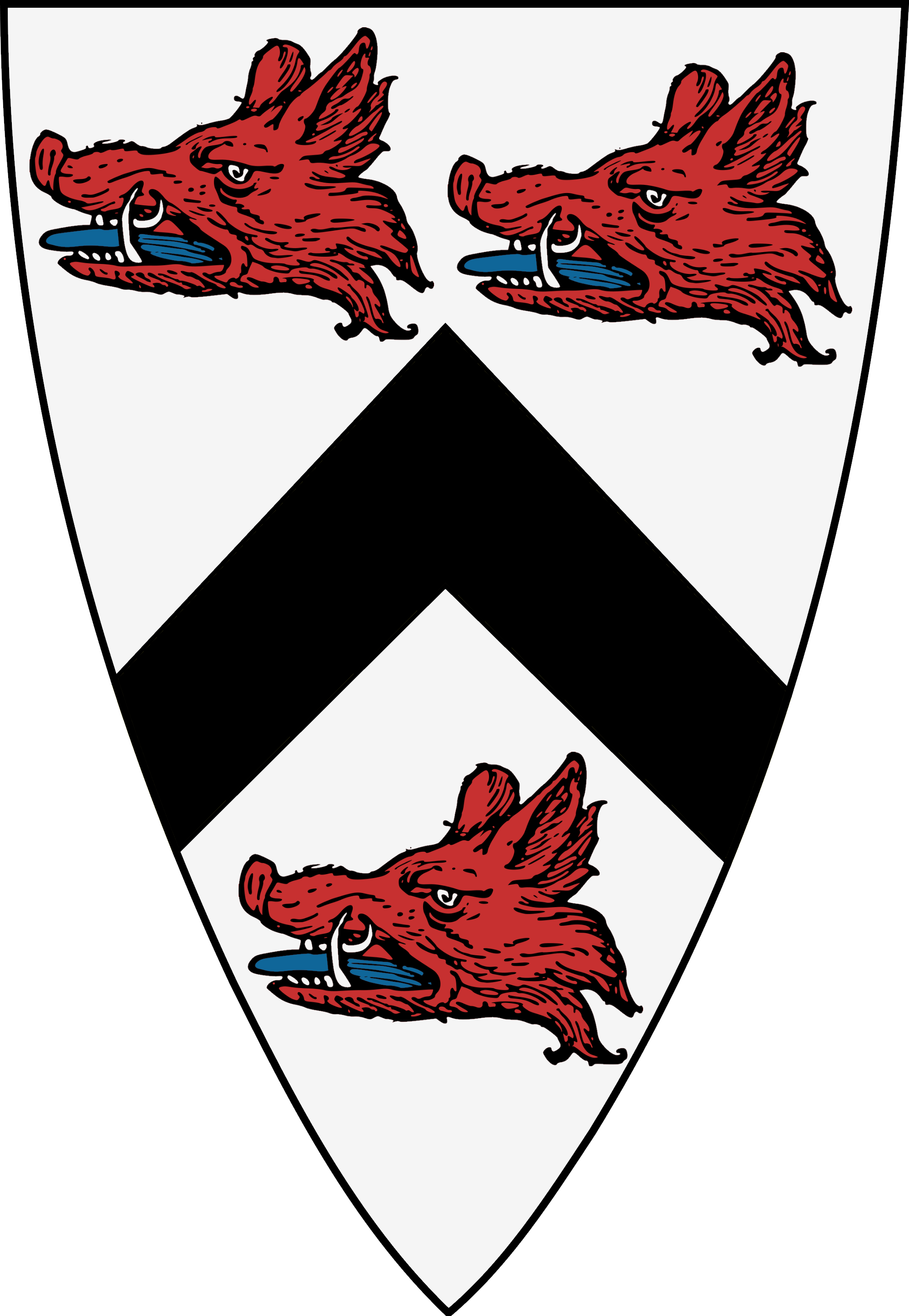
Ursprüngliches Wappen der Lordship Elphinstone

Heutiges Wappen der Lords Elphinstone

Lord Elphinstone ist ein erblicher britischer Adelstitel in der Peerage of Scotland.
Der jeweilige Lord ist erblicher Chief des Clan Elphinstone.
Familiensitz der Lords war Elphinstone Tower bei Airth in Falkirk und ist heute Whitberry House bei Tyninghame in East Lothian.

## Verleihung
Der Titel wurde am 14. Januar 1509 für den schottischen Ritter Sir Alexander Elphinstone of Elphinstone geschaffen.
Sein Nachfahre, der 13. Lord, war britischer Gouverneur von Bombay und Madras. Ihm wurde am 21. Mai 1859 in der Peerage of the United Kingdom der Titel Baron Elphinstone, of Elphinstone in the County of Stirling, verliehen. Als er am 19. Juli 1860 kinderlos starb, erlosch dieser Titel. Der Titel Lord Elphinstone fiel an einen Cousin als 14. Lord.
Der 15. Lord wurde am 30. Dezember 1885 in der Peerage of the United Kingdom zum Baron Elphinstone, of Elphinstone in the County of Haddington, erhoben. Dieser Titel ist seither mit dem des Lord Elphinstone vereinigt.

## Liste der Lords Elphinstone (1509)
- Alexander Elphinstone, 1. Lord Elphinstone († 1513)
- Alexander Elphinstone, 2. Lord Elphinstone (1510–1547)
- Robert Elphinstone, 3. Lord Elphinstone (1530–1602)
- Alexander Elphinstone, 4. Lord Elphinstone (1552–1638)
- Alexander Elphinstone, 5. Lord Elphinstone (1577–1648)
- Alexander Elphinstone, 6. Lord Elphinstone († 1654)
- Alexander Elphinstone, 7. Lord Elphinstone (1647–1669)
- John Elphinstone, 8. Lord Elphinstone (1649–1718)
- Charles Elphinstone, 9. Lord Elphinstone (1676–1757)
- Charles Elphinstone, 10. Lord Elphinstone (1711–1781)
- John Elphinstone, 11. Lord Elphinstone (1737–1813)
- John Elphinstone, 12. Lord Elphinstone (1764–1813)
- John Elphinstone, 13. Lord Elphinstone, 1. Baron Elphinstone (1807–1860)
- John Elphinstone-Fleming, 14. Lord Elphinstone (1819–1861)
- William Buller-Fullerton-Elphinstone, 15. Lord Elphinstone, 1. Baron Elphinstone (1828–1893)
- Sidney Buller-Fullerton-Elphinstone, 16. Lord Elphinstone, 2. Baron Elphinstone (1869–1955)
- John Elphinstone, 17. Lord Elphinstone, 3. Baron Elphinstone (1914–1975)
- James Elphinstone, 18. Lord Elphinstone, 4. Baron Elphinstone (1953–1994)
- Alexander Elphinstone, 19. Lord Elphinstone, 5. Baron Elphinstone (* 1980)

Voraussichtlicher Titelerbe (Heir apparent) ist der Sohn des aktuellen Titelinhabers, Jago Elphinstone, Master of Elphinstone (* 2011).

## Angehörige der Familie
William Fullerton Elphinstone war der dritte Sohn des 10. Lord Elphinstone und Direktor der Britischen Ostindien-Kompanie. Sein jüngerer Bruder George Elphinstone, 1. Viscount Keith war Admiral während der Napoleonischen Kriege. Generalmajor William George Keith Elphinstone, der Sohn William Fullerton Elphinstones, führte den verlustreichen Rückzug der Briten aus Kabul im Ersten Anglo-Afghanischen Krieg. Mountstuart Elphinstone, der Sohn des 11. Lord Elphinstone wurde 1820 Gouverneur von Bombay.